# We Are the Greatest / I Was Made For Lovin’ You
A We Are the Greatest / I Was Made For Lovin’ You a Scooter együttes második, dupla A-oldalas kislemeze a No Time to Chill című albumról.

## Számok listája
A „We Are The Greatest” stílusa erősen az electric boogie felé mutat, szinte a teljes éneksáv gépiesen el van torzítva. A refrén hangmintája a Break Machine „Street Dance” című dalából származik. Az albumverzióhoz képest némiképp eltérő, hiszen rövidebb, valamint H.P. Baxxter is kapott benne pár pluszként betoldott sort.
Az „I Was Made For Lovin’ You” szintén a No Time to Chill című lemezről lett kimásolva. Ezt nem változtatták meg, megegyezik az albumon hallható verzióval. A dal a KISS együttes azonos című számának teljes értékű feldolgozása, gitár felhasználásával.
1. We Are the Greatest – 03:27
2. I Was Made for Lovin’ You – 03:32
3. We Are the Greatest (Extended) 04:35
4. Greatest Beats – 03:05

### Vinyl verzió
- A1: We Are the Greatest
- A2: I Was Made for Lovin’ You
- B1: We Are the Greatest (Extended)

## Más változatok
Az „I Was Made For Lovin’ You”-nak készült egy „Previously Unreleased Remix” című változata, lényegében a dal egy korai demója, ami a japán vinylkiadásra, valamint a No Time To Chill limitált fan-kiadására került fel.
A „We Are The Greatest” a 2002-es „Encore – Live and Direct” című koncertlemezen hallható a „How Much Is the Fish?” felvezetéseként. 2011-ben a „The Stadium Techno Inferno” című koncerten került bemutatásra, majd később a koncertprogramban alkalmanként szerepeltetve egy olyan verzió, amelyben csak a dal szövegét használták fel, a „Within Temptation - Sinéad (Scooter Remix)” alapjaira helyezve, a „Frequent Traveller” című számmal egybedolgozva.

## Közreműködtek
- H.P. Baxxter (szöveg, ének)
- Rick J. Jordan, Axel Coon (zene)
- Jens Thele (producer)
- Paul Stanley, Desmond Child, Vini Poncia (KISS együttes, I Was Made For Lovin’ You)
- Marc Schilkowski (borítóterv)
- Holger Roschlaub (fényképek)

Desmond Child tévesen mint Desmond Clid szerepel a borítón.

## Videoklip
Mindkét dalhoz készült videoklip, amelyeket egyszerre vettek fel, több jelenetet pedig mindkettőben felhasználtak. Ha időbeli sorrendjüket nézzük, a „We Are The Greatest” az első: a jövőben játszódik, ahol az ezüstszínű egyenruhába öltözött emberek valamiféle vezérként tisztelik H.P.-t. Az „I Was Made For Lovin’ You”-ban pedig a testvérklipben a számítógép által beszippantott leányzó vízióját láthatjuk, ahogy a Scooter, valódi együttesként szerepelve zenél. A föld alatti részek a hamburgi Elba-alagútban lettek felvéve.
A We Are The Greatest klipjét kevesebbet játszották (ezt ismeretlen okból „Robocop” címmel töltötték fel a Scooter hivatalos YouTube-csatornájára), az I Was Made For Lovin’ You viszont 1998 nyarán a német VIVA tévében számtalanszor levetítésre került.